# Uromyces rhynchosporae
Uromyces rhynchosporae är en svampart som beskrevs av Ellis 1893. Uromyces rhynchosporae ingår i släktet Uromyces och familjen Pucciniaceae.   Inga underarter finns listade i Catalogue of Life.